# Eliminalia
Eliminalia (rebautizada como Idata Protection en enero de 2023) es una empresa española especializada en la gestión de la reputación.  Fue fundada en 2011 por Diego Sánchez, conocido como Dídac Sánchez. Las oficinas técnicas están en Kiev, Ucrania. Eliminalia ha extendido su red por 12 países, entre ellos Italia, Suiza, Turquía y EE. UU.. Uno de sus cuarteles generales en Tbilisi (capital de Georgia), donde la compañía trasladó su sede de Kiev en febrero de 2022 tras la invasión rusa de Ucrania. Eliminalia es propiedad de Maidan Holdings, un holding con sede en Miami.
A lo largo de su trayectoria, ha ofrecido servicios tanto a clientes corporativos como particulares, y ha sido reconocida con premios del sector tecnológico.
En 2015, Eliminalia ofreció sus servicios de forma gratuita a los afectados por la filtración de datos del sitio Ashley Madison.  En 2020, la empresa recibió varios premios, entre ellos el "Technology Innovator Award" de AI Global Media y el reconocimiento como "Cyber Security Company of the Year" por Corporate LiveWire.
En 2015, Eliminalia ofreció sus servicios de forma gratuita a todos los afectados por la fuga de datos de Ashley Madison.
En 2020, Eliminalia recibió varios premios: Technology Innovator Awards 2020  de AI Global Media y Cyber Security Company of the Year de Corporate LiveWire.
Eliminalia ha señalado que su misión es garantizar que los individuos y las empresas tengan el derecho a corregir, actualizar o eliminar información desactualizada, irrelevante o difamatoria que se encuentre en internet, especialmente cuando esta afecta su reputación o vulnera su privacidad. En su sitio web, la empresa destaca su compromiso con los principios legales de protección de datos, incluyendo mecanismos legales como la Ley de Servicios de la Sociedad de la Información y el Comercio Electrónico (LSSI) y el GDPR.

## Historia
Eliminalia fue fundada en 2011 por Diego Sánchez, más conocido como Dídac Sánchez, como una empresa especializada en la gestión de la reputación digital y la eliminación de contenidos en línea. Desde sus inicios, la compañía se ha dirigido tanto a clientes particulares como corporativos que desean ejercer su derecho al olvido y proteger su imagen en internet. A lo largo de los años, ha expandido su presencia internacional, estableciendo operaciones en al menos 12 países, incluidos Italia, Suiza, Turquía y Estados Unidos. Sus oficinas técnicas están localizadas en Kiev, Ucrania, aunque tras la invasión rusa en febrero de 2022, la empresa trasladó una de sus sedes principales a Tbilisi, la capital de Georgia.
La empresa forma parte del grupo Maidan Holdings, un holding con sede en Miami, Estados Unidos. En enero de 2023, Eliminalia cambió oficialmente su nombre comercial a Idata Protection, según consta en el Registro Mercantil español.
En 2015, Eliminalia ofreció sus servicios de forma gratuita a todos los afectados por la fuga de datos de Ashley Madison.
En 2020, Eliminalia recibió varios premios: Technology Innovator Awards 2020  de AI Global Media y Cyber Security Company of the Year de Corporate LiveWire.
En 2021, Qurium, una ONG dedicada a la defensa de los derechos digitales, acusó a Eliminalia de crear una red de sitios web falsos con artículos retroactivos y luego enviarles spam con avisos legales de eliminación de DMCA y quejas de GDPR. Estos tenían como objetivo derribar artículos referentes a la corrupción en Angola en relación con Isabel dos Santos y Vincent Miclet.
Eliminalia ha señalado que su misión es garantizar que los individuos y las empresas tengan el derecho a corregir, actualizar o eliminar información desactualizada, irrelevante o difamatoria que se encuentre en internet, especialmente cuando esta afecta su reputación o vulnera su privacidad. En su sitio web, la empresa destaca su compromiso con los principios legales de protección de datos, incluyendo mecanismos legales como la Ley de Servicios de la Sociedad de la Información y el Comercio Electrónico (LSSI) y el GDPR.

## Fuga de documentos internos
En 2023, después de una filtración de noticias de aproximadamente 50 000 documentos internos a la organización francesa sin fines de lucro Forbidden Stories, la compañía fue acusada de usar 'tácticas blackhat ' para ayudar a clientes en 50 países, incluidos torturadores, delincuentes convictos, políticos corruptos, estafadores y compañías de programas espía para borrar su pasado de Internet. Eliminalia supuestamente utiliza una serie de tácticas clandestinas para reprimir las críticas a sus clientes.

### Casos por país
Eliminalia tiene o tenía unos 400 clientes y empresas  en Latinoamérica. México (159 usuarios), Colombia (73), Argentina (51) y Perú (32) encabezan la lista.
A partir de una investigación de OjoPúblico, IDL-Reporteros y Forbidden Stories se encontró que varios clientes de Eliminalia eran peruanos y buscaron borrar de Internet antecedentes negativos, acusaciones penales y hasta sentencias judiciales. Se identificaron 19 casos atendidos entre 2016 y 2021 por Eliminalia en el país por un valor de 41 mil euros. Entre los casos con mayor interés público se destacaron los del broker Mihai Olarescu Jochamowitz (involucrado en el caso de compras de aviones militares en perjuicio del estado peruano durante el gobierno de Alberto Fujimori), del exministro del Interior Fernando Barrios Ipenza, del empresario Guillermo Mendoza Farfán y del exvicepresidente de la República Raúl Diez Canseco, entre otros. Los clientes buscaron eliminar contenidos relacionados con sus casos en medios de comunicación en internet como América Televisión, La República, El Comercio de Perú y El Mundo de España.

#### En Perú
A partir de una investigación de OjoPúblico, IDL-Reporteros y Forbidden Stories se encontró que varios clientes de Eliminalia eran peruanos y buscaron borrar de Internet antecedentes negativos, acusaciones penales y hasta sentencias judiciales. Se identificaron 19 casos atendidos entre 2016 y 2021 por Eliminalia en el país por un valor de 41 mil euros. Entre los casos con mayor interés público se destacaron los del broker Mihai Olarescu Jochamowitz (involucrado en el caso de compras de aviones militares en perjuicio del estado peruano durante el gobierno de Alberto Fujimori), del exministro del Interior Fernando Barrios Ipenza, del empresario Guillermo Mendoza Farfán y del exvicepresidente de la República Raúl Diez Canseco, entre otros. Los clientes buscaron eliminar contenidos relacionados con sus casos en medios de comunicación en internet como América Televisión, La República, El Comercio de Perú y El Mundo de España.